# Смерть Ивана Грозного (картина Маковского)
«Смерть Ива́на Гро́зного» — картина русского художника Константина Егоровича Маковского (1839—1915) на сюжет из русской истории XVI века. На Всемирной выставке 1889 года в Париже художник за картины «Смерть Ивана Грозного», «Суд Париса» и «Демон и Тамара» был удостоен золотой медали. В июне 2014 года пресса сообщила о краже картины из московской частной галереи, где она была выставлена для продажи.

## История картины
В 1880-е годы Константин Маковский создаёт картины на исторические сюжеты. Критики отмечают, что подобные сюжеты позволяют ему проявить такие стороны своего творчества, как декоративное мастерство, способность к созданию сложных композиций, детальность в воспроизведении элементов эпохи. В картинах художника соединяются салонность исполнения и монументальность замысла.
Картина была представлена весной 1888 года на коллективных выставках в Петербурге, а затем в Москве, Варшаве и городах США. В 1889 году она выставлялись на Всемирной выставке в Париже вместе с двумя другими работами художника — «Демон и Тамара» и «Суд Париса». Картины получили большую золотую медаль I класса выставки, французское правительство также наградило Маковского орденом Почётного легиона за картину «Смерть Ивана Грозного».
Данная картина заинтересовала французскую публику в значительной степени потому, что была интересна с этнографической точки зрения — художник детально воспроизвёл эпоху. Один из критиков писал о картине:

«Она сразу приковывает к себе внимание зрителей… сначала даже не обращаешь внимания на технику… тут нет крови, кричащих эффектов, какими изобилует картина Репина… „Избиение Грозным своего сына“. Здесь совсем другое — по напряжённому вниманию окружающих, по… выражению горя, испуга, мольбы… чувствуется, что великая тайна решается, что жизнь и смерть в последний раз вступает между собой в ожесточённую борьбу над бедным, слабым беззащитным телом»— Тамара Максимова. Сергей Павлович фон Дервиз — меценат, коллекционер, благотворитель

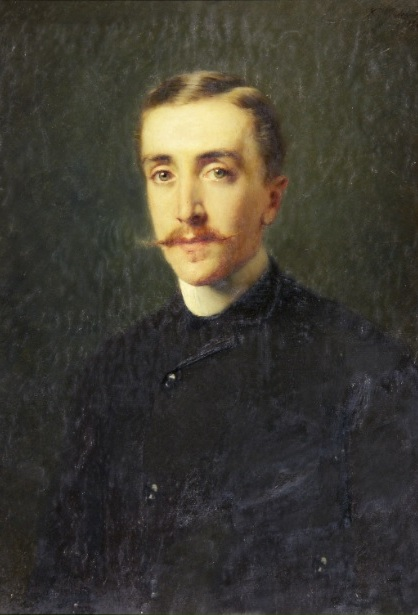
К. Маковский. Портрет С. П. Дервиза, 1898 год

Картину хотел приобрести П. М. Третьяков, для чего его брат, Сергей Михайлович, 6 апреля 1888 года встречался с художником в Париже. В результате работу приобрёл меценат С. П. Дервиз.
В монографии Н. Н. Мутьи 2010 года о картине Маковского сказано, что она находится в частном собрании за рубежом, представлена чёрно-белая некачественная фотография.
Встречаются утверждения, что вариант картины находится в собрании Русского музея, однако в его каталоге 1980 года она отсутствует. В собрании музея находится «Нянька Ивана Грозного. Этюд для картины 1888 г. „Смерть Ивана Грозного“» (масло, холст, 82×64 сантиметров, инвентарный номер — Ж-5537).

### Сообщение о краже картины
В июне 2014 года пресса сообщила о краже картины Маковского под таким названием из частной галереи, расположенной в гостинице «Мариотт» в Москве. Исчезновение картины было обнаружено на следующий день после похищения. Грабители также похитили пейзаж Василия Поленова. Общая стоимость двух полотен была оценена более чем в 7 миллионов рублей, а картина Маковского — в 6 миллионов, согласно другим источникам стоимость двух картин составляла миллион долларов. На момент похищения они обе не значились в реестре художественных ценностей России. В салон зашёл покупатель, который представился коллекционером. Его интересовали работы Константина Маковского и Василия Поленова. После детального знакомства с полотнами он заявил, что приобретёт их завтра, когда придёт с деньгами. Владелец магазина не обратил внимания, как клиент ушёл, а на следующее утро обнаружил пропажу работ, которыми он интересовался. Быть может, речь идет о повторении или о копии оригинала Маковского, т.к. исходная картина отличалась очень большими размерами.
Позже появилось сообщение, что ворами оказались 33-летний уроженец Грузии и 38-летний уроженец Азербайджана. Они были задержаны в ходе расследования кражи в ювелирном магазине на Арбате. По оставленным отпечаткам пальцев выяснилось, что эти люди похитили и картины из салона в гостинице «Мариотт». Сотрудничать со следствием они отказывались, местонахождение картин не назвали.
Сообщений о находке похищенных картин в прессе не появлялось.

## Сюжет картины
В основе сюжета лежит рассказ английского дипломата Джерома Горсея о последних часах жизни Ивана Грозного. По мнению других искусствоведов, художник изображает не историю, изложенную Горсеем, а персонажей пьесы Алексея Толстого «Смерть Иоанна Грозного» — однако здесь отсутствуют играющие там значительную роль Родион Биркин и духовник.
Сэр Джером Горсей, управлявший конторой Московской компании, бывал в России между 1573 и 1591 годами, был доверенным лицом Бориса Годунова. Со стороны компании он обвинялся в злоупотреблениях, но был оправдан. Описанные им события произошли 18 марта 1584 года, Горсей выставлял себя их очевидцем и участником:

«В полдень он пересмотрел своё завещание, не думая, впрочем, о смерти, так как его много раз околдовывали, но каждый раз чары спадали, однако на этот раз дьявол не помог. Он приказал главному из своих аптекарей и врачей приготовить всё необходимое для его развлечения и бани. Желая узнать о предзнаменовании созвездий, он вновь послал к колдуньям своего любимца, тот пришел к ним и сказал, что царь велит их зарыть или сжечь живьем за их ложные предсказания. День наступил, а он в полном здравии как никогда. „Господин, не гневайся. Ты знаешь, день окончится, только когда сядет солнце“. Бельский поспешил к царю, который готовился к бане. Около третьего часа дня царь пошел в неё, развлекаясь любимыми песнями, как он привык это делать, вышел около семи, хорошо освежённый. Его перенесли в другую комнату, посадили на постель, он позвал Родиона Биркина, дворянина, своего любимца, и приказал принести шахматы [На полях рукописи — приписка, в переводе Севастьяновой: „Все шахматные фигуры, кроме короля, которого он никак не мог поставить на доску“][В переводе Белозёрской этот же фрагмент: „приказал принести ему шахматный столик и сам стал расставлять шахматы“. На полях рукописи — приписка, в её переводе: „Одного шахматного короля ему никак не удавалось поставить на место, тогда как другие шахматы были уже все расставлены“]. Он разместил около себя своих слуг, своего главного любимца и Бориса Фёдоровича Годунова, а также других. Царь был одет в распахнутый халат, полотняную рубаху и чулки; он вдруг ослабел и повалился навзничь. Произошло большое замешательство и крик, одни посылали за водкой, другие — в аптеку за ноготковой и розовой водой, а также за его духовником и лекарями. Тем временем он был удушен [В оригинале: „he was strangled and stark dead“] и окоченел. Некоторая надежда была подана, чтобы остановить панику. Упомянутые Богдан Бельский и Борис Федорович, который по завещанию царя был первым из четырёх бояр и как брат царицы, жены теперешнего царя Фёдора Ивановича, вышли на крыльцо в сопровождении своих родственников и приближенных, их вдруг появилось такое великое множество, что было странно это видеть. Приказали начальникам стражи и стрельцам зорко охранять ворота дворца, держа наготове оружие, и зажечь фитили. Ворота Кремля закрылись и хорошо охранялись. Я со своей стороны, предложил людей, военные припасы в распоряжение князя-правителя. Он принял меня в число своих близких и слуг, прошел мимо, ласково взглянув, и сказал: „Будь верен мне и ничего не бойся“»— Джером Горсей. Рассказ или воспоминания сэра Джерома Горсея
С. М. Середонин, С. Б. Веселовский, А. А. Зимин допускали возможность насильственной смерти Ивана Грозного и соглашались с переводом «был удушен». Изучая источники, повествующие о смерти Ивана IV Грозного, советский историк В. И. Корецкий даже пришёл к выводу, что «царю дали сначала яд, а затем для верности, в суматохе, поднявшейся после того, как он внезапно упал, ещё и придушили».
Некоторые советские и российские историки воспринимали это повествование Горсея критически. Р. Г. Скрынников в своей книге пересказывает сюжет, но пишет о естественной смерти царя за шахматной доской. В ряде изданий книги англичанина фраза была переведена на русский язык с использованием не пассивного залога, а непереходного глагола совершенного вида, действительного залога: «Тем временем он испустил дыхание и окостенел». Дореволюционные историки Н. М. Карамзин и С. М. Соловьёв писали о ненасильственной смерти во время игры в шашки и упоминали о пострижении царя перед смертью в монашество с именем Иона, что делает невозможной излагаемую Горсеем версию убийства.

## Персонажи, изображённые на картине

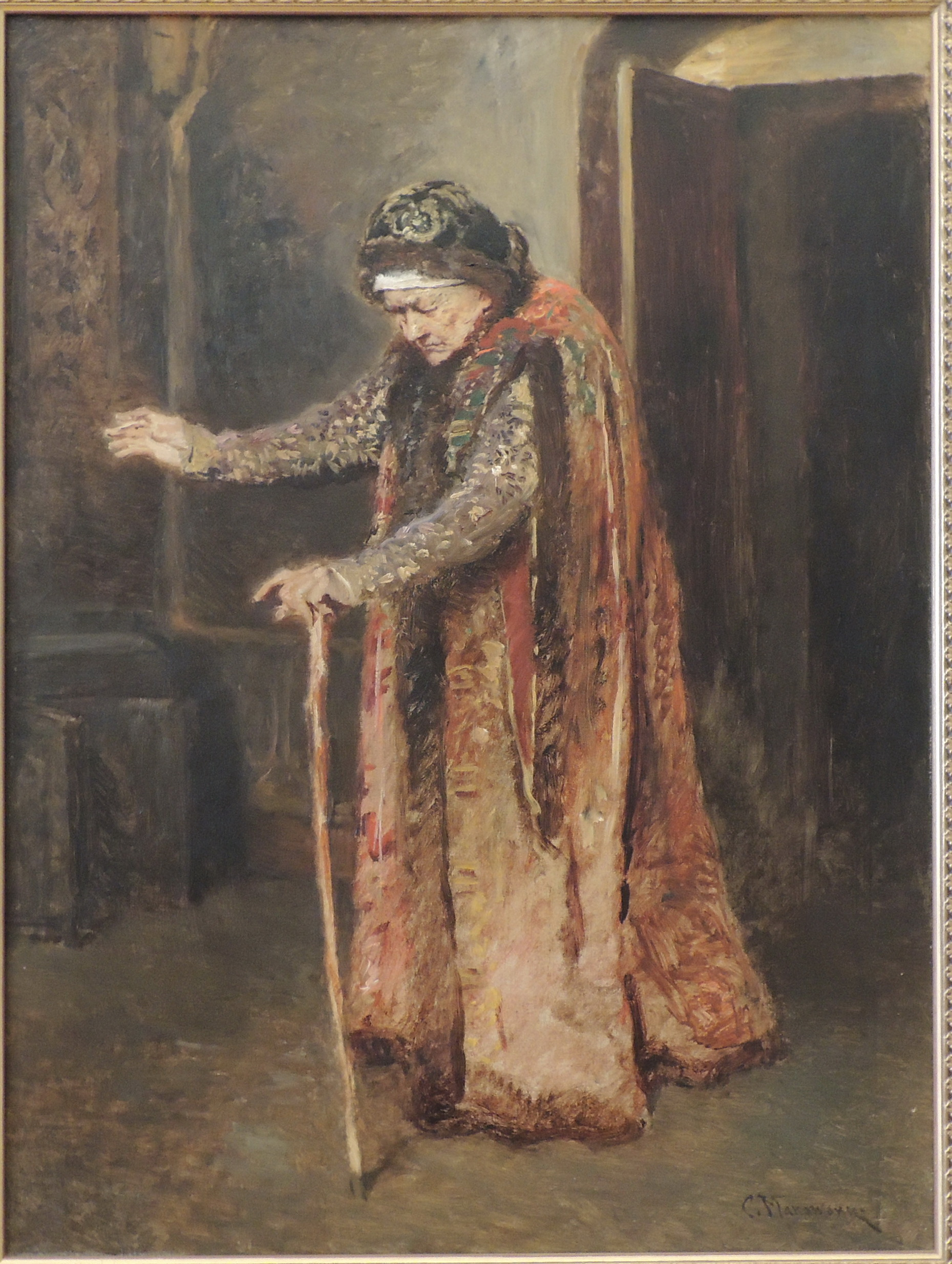
Маковский К. Е. (1839—1915). Нянька Ивана Грозного. Этюд к картине Смерть Ивана Грозного. 1880. Русский музей.

По мнению Н. Н. Мутья, на картине представлены:
- В центре картины изображён лежащий в кресле царь Иван IV Грозный.
- Над ним склонилась царица Мария Фёдоровна Нагая — седьмая жена Ивана Грозного. Она молода и красива, что контрастирует с престарелым царём. Некоторые искусствоведы отмечают иронию художника в этом изображении — Маковский изобразил женщину с нелепо вскинутыми руками, напоминающей «кудахчущую наседку», бесполезную в этой трагической ситуации[20].
- Две коленопреклоненные фигуры у кресла Грозного — шут (слева) и заграничный лекарь (справа). Для шута позировал известный в своё время писатель и актёр, представитель литературно-сценического жанра устного рассказа, И. Ф. Горбунов. Английский доктор Якоби бросается к царю, чтобы оказать ему помощь, — в спешке отброшена шляпа, приготовлен тазик для кровопускания, распахнут ящик с лекарствами.
- Борис Фёдорович Годунов (крайняя фигура в левой части картины) встал со своего кресла, словно желая занять пока не освободившийся трон. Он чувствует себя предельно уверенно.
- Богдан Бельский, игравший с царём в шахматы, привстаёт со своего места. Его изображение — портрет князя П. П. Вяземского, российского дипломата, сенатора и литератора из рода Вяземских[21].
- Царевич Фёдор Иванович изображён в объятиях своей испуганной жены Ирины Годуновой, которую художник писал со своей второй жены Ю. П. Летковой.
- Василий Шуйский (за фигурой царицы) крестится , обративший лицо к небесам.
- Старая нянька царя (в правой части картины) направляется к умирающему царю, опираясь на клюку.

## Особенности картины

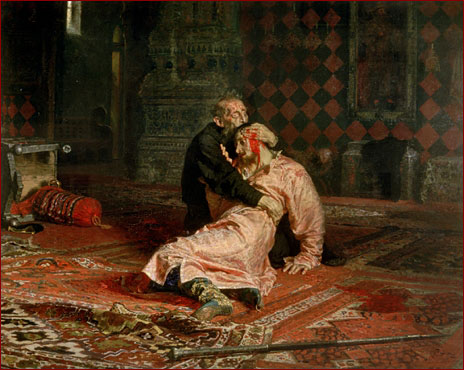
Илья Репин. Иван Грозный и сын его Иван 16 ноября 1581 года

Константин Маковский считал себя специалистом в исторической живописи. Искусствоведы отмечают, что он хорошо знал картину Ильи Репина «Иван Грозный и сын его Иван 16 ноября 1581 года», созданную в 1883—1885 годах, и предполагал возможность соперничества с ней. Картины двух художников принципиально отличались в своём подходе к трактовке истории XVI века: Репин воспринимал обращение к истории как серьёзный повод для разговора о современности, тогда как Маковский воспринимал свою картину как драматический спектакль, в котором важно детально воспроизвести событие прошлого.
Картине Маковского присущ оттенок театральности. Интерьер на полотне соотносят с Передней комнатой Теремного дворца: низкие, покрытые росписью, своды, изразцовая печь вблизи двойного окна, объединенного аркой. Современники соотносили его также с декорацией «Богатая палата во дворце» работы театрального художника Матвея Шишкова к спектаклю «Смерть Иоанна Грозного» по пьесе А. К. Толстого, где драматург обращался к событиям, описанным в книге Джерома Горсея (сохранился эскиз к ней). Композиция картины напоминает мизансцену из спектакля, однако она не является её точным воспроизведением — отсутствует целый ряд второстепенных персонажей пьесы, присутствующих в заключительной сцене: Эльмс, Мстиславский, бояре.
Искусствоведы отмечают перегруженность картины второстепенными деталями, зритель видит действие из-за них совсем не так, как хотел бы художник: детали (аккуратно положенная шляпа, натюрморт, составленный из ларца, драгоценной лохани и драпировки) отвлекают внимание от драмы, которая разыгрывается на его глазах — противостояния умирающего Ивана Грозного и набирающего политическую силу Бориса Годунова. Художник трактует ситуацию излишне прямолинейно. Слабому царю противопоставлен сильный и уверенный Годунов.
Трактовка художником трагического события в 1880-е годы казалась устаревшей. Современники требовали глубоких размышлений над ходом истории, тогда как Маковский предлагал спектакль, перегруженный деталями и второстепенными сюжетными линиями.

## Прототипы и натурщики

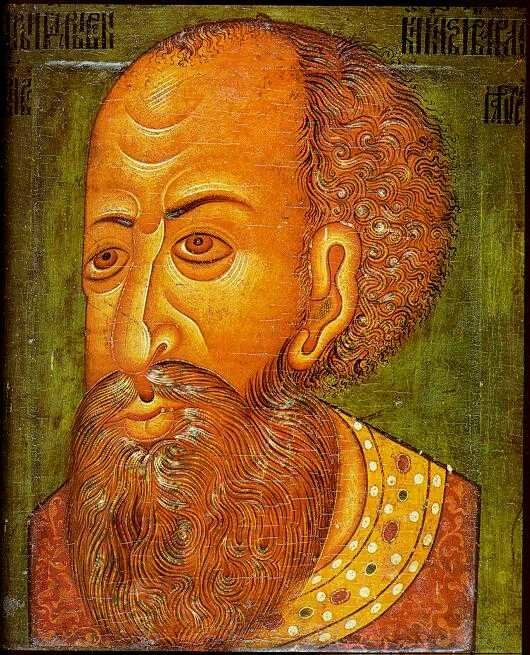
Парсуна Ивана Грозного из собрания Национального музея Дании (Копенгаген), около 1600 года
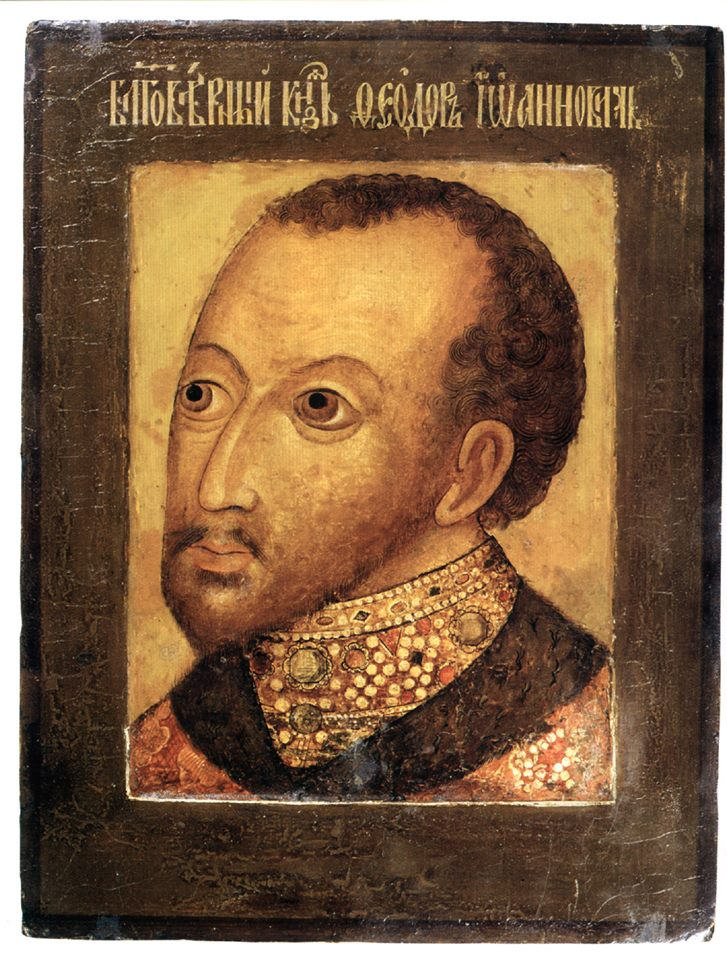
Царь Фёдор Иванович. Парсуна, 1630-е годы
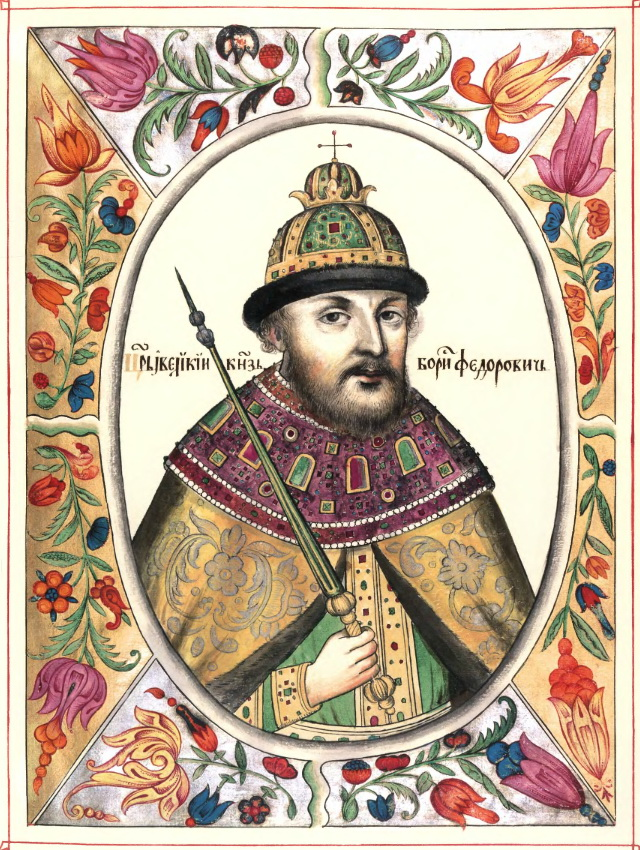
Борис Годунов. Изображение в «Царском титулярнике», 1670-е годы
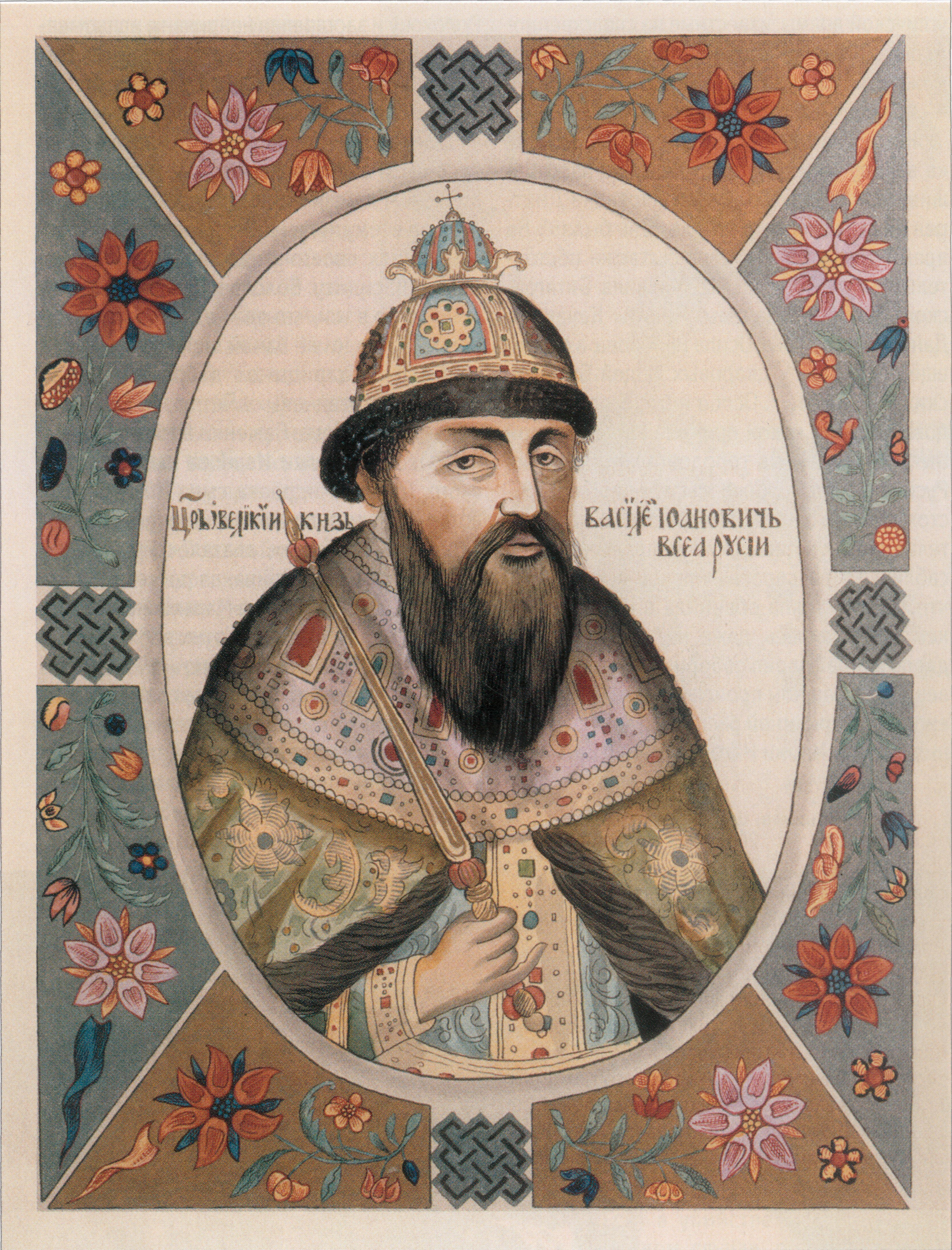
Василий Шуйский. Изображение в «Царском титулярнике», 1670-е годы

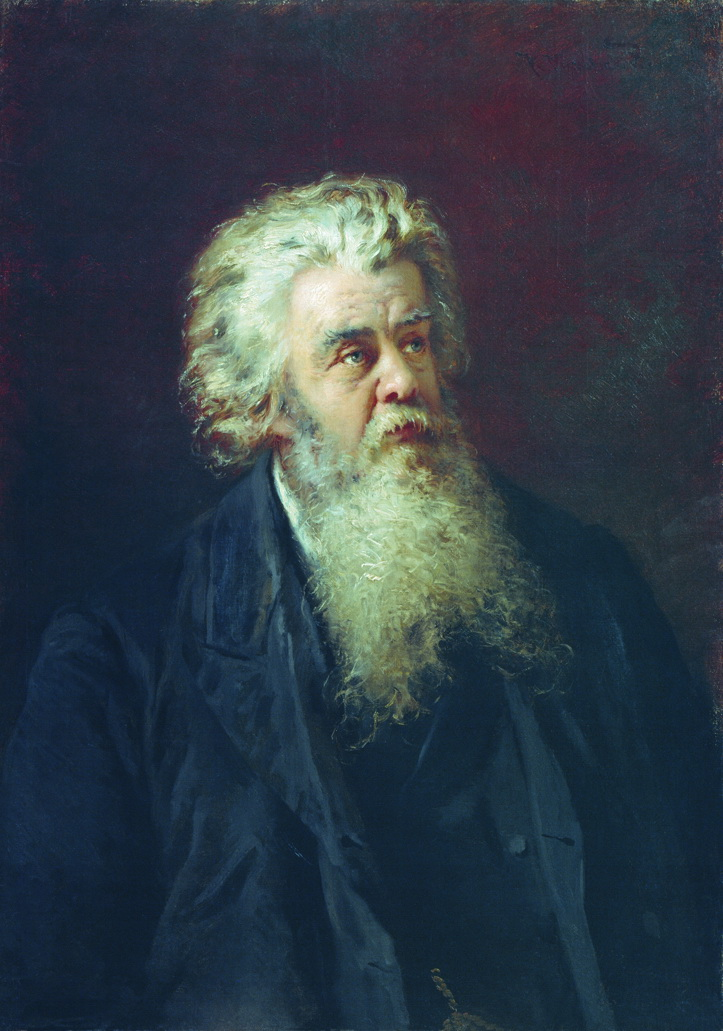
К. Маковский. Портрет П. П. Вяземского, 1880-е годы
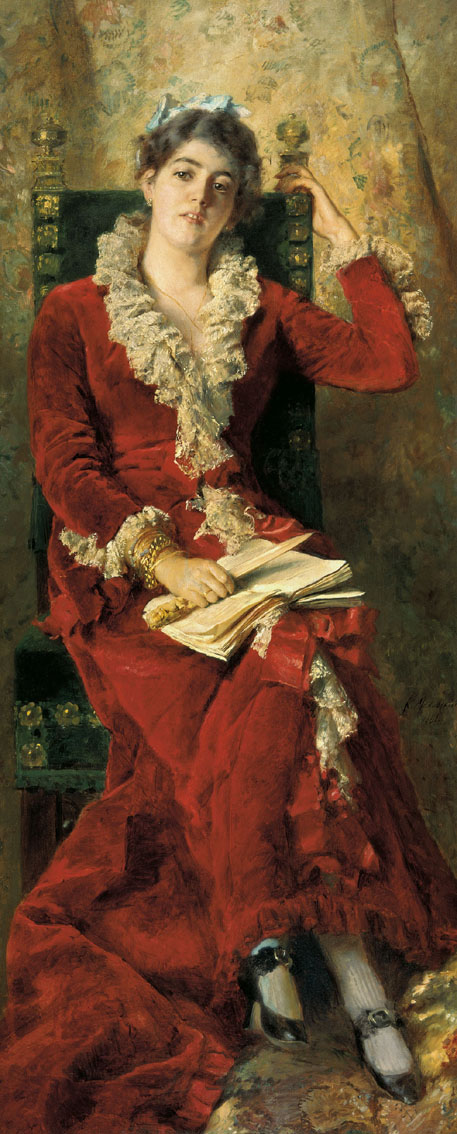
К. Маковский. Портрет Ю. П. Маковской (в девичестве Летковой), 1881 год
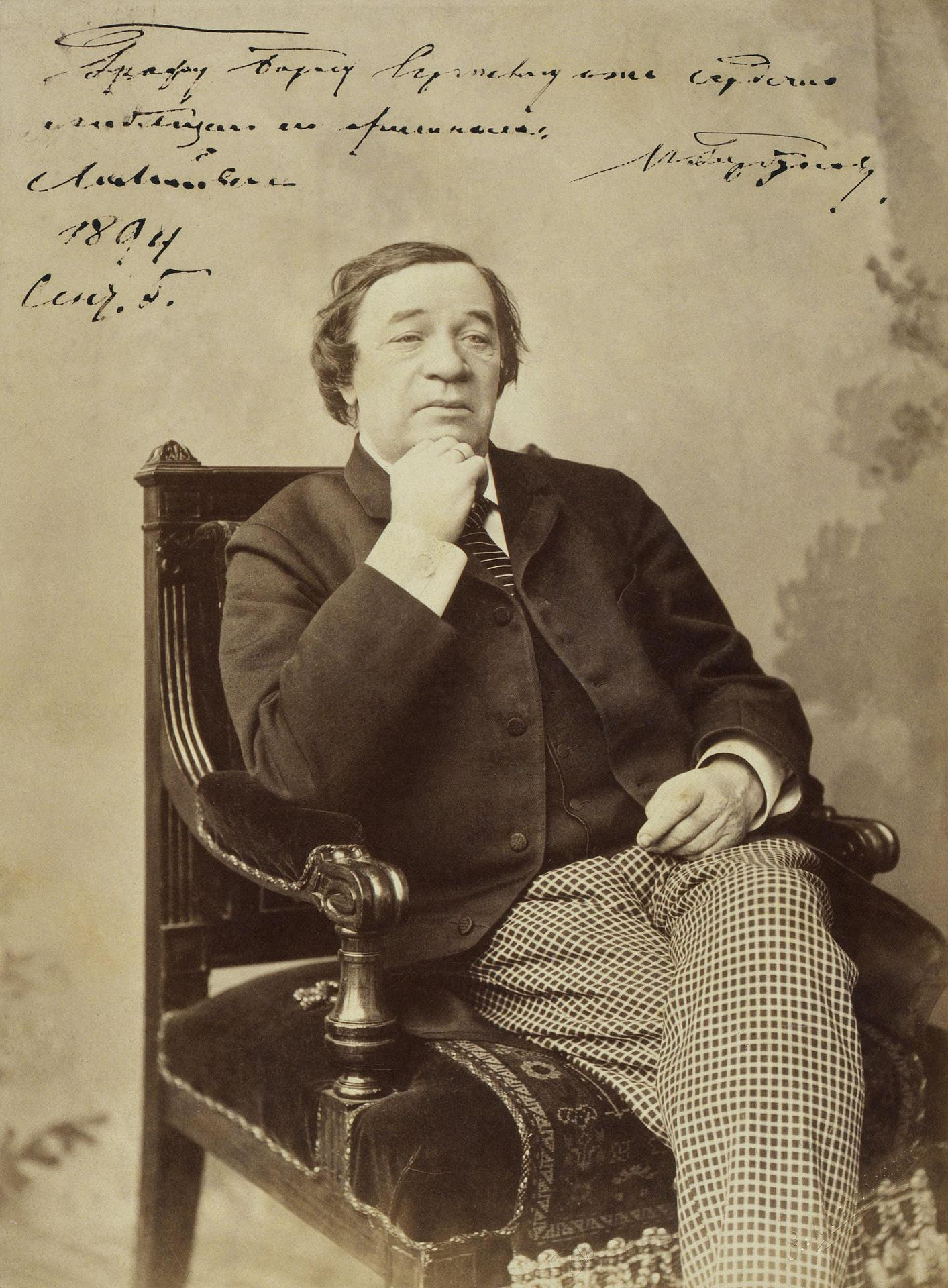
Портрет актёра И. Ф. Горбунова. Фотография, 1894 год